# DDB Warszawa
DDB Warszawa Sp z o.o. – agencja reklamowa należąca do DDB Worldwide oraz Marcina Mroszczaka, Szymona Gutkowskiego i Pawła Kastory, łącząca marketing online z tradycyjnym marketingiem offline.

## Historia
DDB Warszawa powstała w 1991 roku jako lokalna agencja reklamowa Corporate Profiles. Założycielami Corporate Profiles byli Paweł Kastory, Marcin Mroszczak i Szymon Gutkowski. W 1997 agencja sieciowa DDB Needham połączyła się z Corporate Profiles tworząc Corporate Profiles DDB Group (obecnie Grupa DDB Polska), do której należą:
- bna/[1] – firma specjalizująca się w projektowaniu identyfikacji wizualnej firm i opakowań,
- Corporate Profiles Consulting (CPC)[2] – firma doradztwa strategicznego,
- DDB Warszawa[3],
- Gutenberg Warszawa[4] – dom produkcyjny, wyspecjalizowany w zakresie produkcji materiałów poligraficznych oraz reklam do mediów elektronicznych – od strategii, koncepcji projektu do pełnej realizacji i dystrybucji,
- Cut Cut[5] – studio produkcji filmowej,
- Omnicom Media Group[6] – grupa domów mediowych.

## Najważniejsze nagrody i wyróżnienia
- Najbardziej Efektywna Agencja Reklamowa Roku Effie 2015, 2014[7], 2013[8] 2012[9]
- Euro Effie Awards – Złoto i Srebro 2017
- Facebook Awards – Złoto 2016, Złoto 2017
- Cannes Lions– 4 Lwy 2012, 2016
- Agencja Reklamowa 15-lecia Effie Awards w Polsce (1999–2014)[10] oraz Agencja Reklamowa Dekady Effie Awards w Polsce (1999–2009)[11]
- Grand Prix Effie 2014 za kampanie „Idealny pracownik banku” dla PKO Bank Polski[12]
- Grand Prix Effie 2013 za kampanie „5 stadion” dla marki Tyskie[13]
- Agencja Roku Polskiego Konkursu Reklamy KTR 2016, 2015, 2014[14]
- Agencja Roku 2013 według raportu magazynu Media & Marketing Polska[15]
- „Skuteczność Roku 2013” – tytuł przyznany agencji przez magazyn Press[16]
- Zdobywca rekordowej, wśród polskich agencji, liczby nagród na festiwalu Cannes Lions 2012[17]